# Kabupaten de Dogiyai
Le kabupaten de Dogiyai, en indonésien Kabupaten Dogiyai, est un kabupaten de la province de Papouasie, en Indonésie. Il a été formé en 2008 à partir du kabupaten de Nabire (créé à partir de la partie sud-est de celui de Nabire).